# Мозырский пивоваренный завод
Мозырский пивоваренный завод — один из старейших заводов в городе Мозырь в Мозырском районе Гомельской области Беларуси.

## История
История самого первого пивоваренного завода в городе Мозыре начинается в 1884 году. 15 ноября этого года купец Моисей Шендеров Александров подал прошение в городской совет об устройстве завода в своём двухэтажном доме по Киевской набережной. Купец получил разрешение от Минского губернского правления и через год заработал завод, на котором трудилось три человека. Было выпущено продукции на 1000 рублей.
В 1911 году завод перешёл в руки Павицкого, который решил разливать пиво в фирменные бутылки, привозимые на производство из Санкт-Петербурга. У Павицкого работало четверо наёмных рабочих, они занимались и заготовкой, и розливом пива.
После 1917 года завод временно перестал выпускать пиво, там солили рыбу для Красной Армии. Позже заводом владели частные владельцы, они наняли много рабочих, которые в 1925 году разливали более полусотни ведер пива, здесь варились три сорта пива — «Баварское», «Пильзенское» и «Марговское». В конце 1920 годов Мозырский пивоваренный завод полностью перешёл в руки государства и был модернизирован.
Во время Великой Отечественной войны здание завода пострадало. После войны власти города восстановили завод и переоборудовали, здесь выпускались сорта пива: «Рижское», «Жигулёвское», «Бархатное», «Белорусское», «Украинское» пиво и 10 сортов безалкогольных напитков.
После распада СССР завод продолжал выпускать пиво, появились сорта «Колос», «Богатырское», «Припять», «Кімбараўка» и другие.
Мозырский пивоваренный завод 14 декабря 1999 года стал частью белорусско-российского предприятия «Мозырьпиво-РТ», в 2001 году — ОАО «Мозырьпиво».
До 2002 года завод выпускал сорта пива: «Белорусское», «Рижское», «Мозырское любительское», «Мозырское любительское» (типа «Жигулёвское»), «Колос», «Кимборовка», «Московское», «Мозырское светлое», «Богатырское», «Жигулёвское», «Мозырское медовое», «Мозырское».
В 2004 году Мозырский пивоваренный завод прекратил выпускать пиво. На сегодняшний день завод производит слабоалкогольные напитки, в том числе и квас, сбитень, медовуху, которые успешно идут на экспорт.
Сейчас Мозырский пивоваренный завод очень красив, из красного кирпича с белыми элементами оформления, на его территории есть бар «Кимбуровка». В 2014 году возле красных стен завода снимали военный фильм для российской киностудии.

## Заслуги
Мозырский пивоваренный завод в 1988 году получил почётную награду от властей города: переходящее Красное Знамя и 1 место за успехи, в 1998 году был отмечен наградами от концерна «Белгоспищепром». В Минске завод претендовал на награду на четвёртом конкурсе дегустации «Лучшее пиво СМИ», и сорт «Мозырское» получило второе место как нетрадиционное пиво. Завод продолжает участвовать в конкурсах и награждён золотыми медалями и другими наградами.

## Адрес
Мозырский пивоваренный завод расположен по адресу: Гомельская область, Мозырский район, г. Мозырь, ул. Советская, 180.